# آسياب تنورة (مقاطعة دالاهو)
آسياب تنورة (بالفارسية: آسیاب تنوره) هي قرية تقع في قسم بيونيج الريفي (مقاطعة دالاهو) في إيران. يقدر عدد سكانها بـ 106 نسمة بحسب إحصاء 2016.